# NGC 5369
NGC 5369 este o galaxie eliptică situată în constelația Fecioara. A fost descoperită în 5 martie 1785 de către William Herschel. Se află la o distanță de 46,99 de megaparseci de Pământ.